# Haval Dagou
Der Haval Dagou ist ein Sport Utility Vehicle der zum chinesischen Automobilhersteller Great Wall Motor gehörenden Marke Haval.

## Geschichte
Vorgestellt wurde das Fahrzeug im Juli 2020 auf der Chengdu Auto Show. Ab September 2020 wurde es zunächst ausschließlich auf dem chinesischen Markt verkauft. Im Juni 2022 kam das optisch veränderte Sondermodell „Hunting Edition“ in den Handel. Außerdem startete die Fertigung im russischen Tula als Haval Dargo. Überarbeitete Versionen der Baureihe wurden im Juli 2023 und im Juli 2025 vorgestellt.

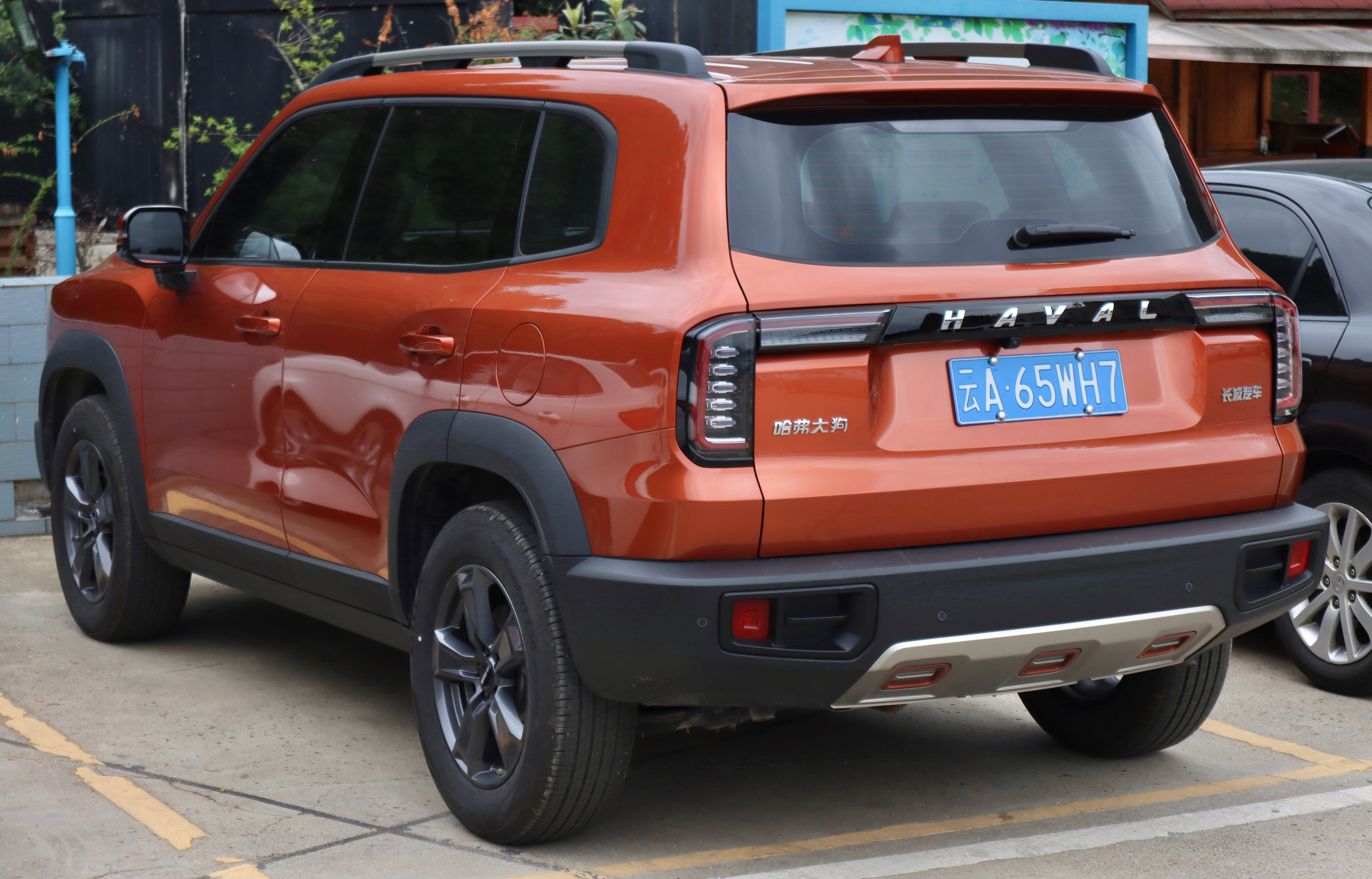
Heckansicht
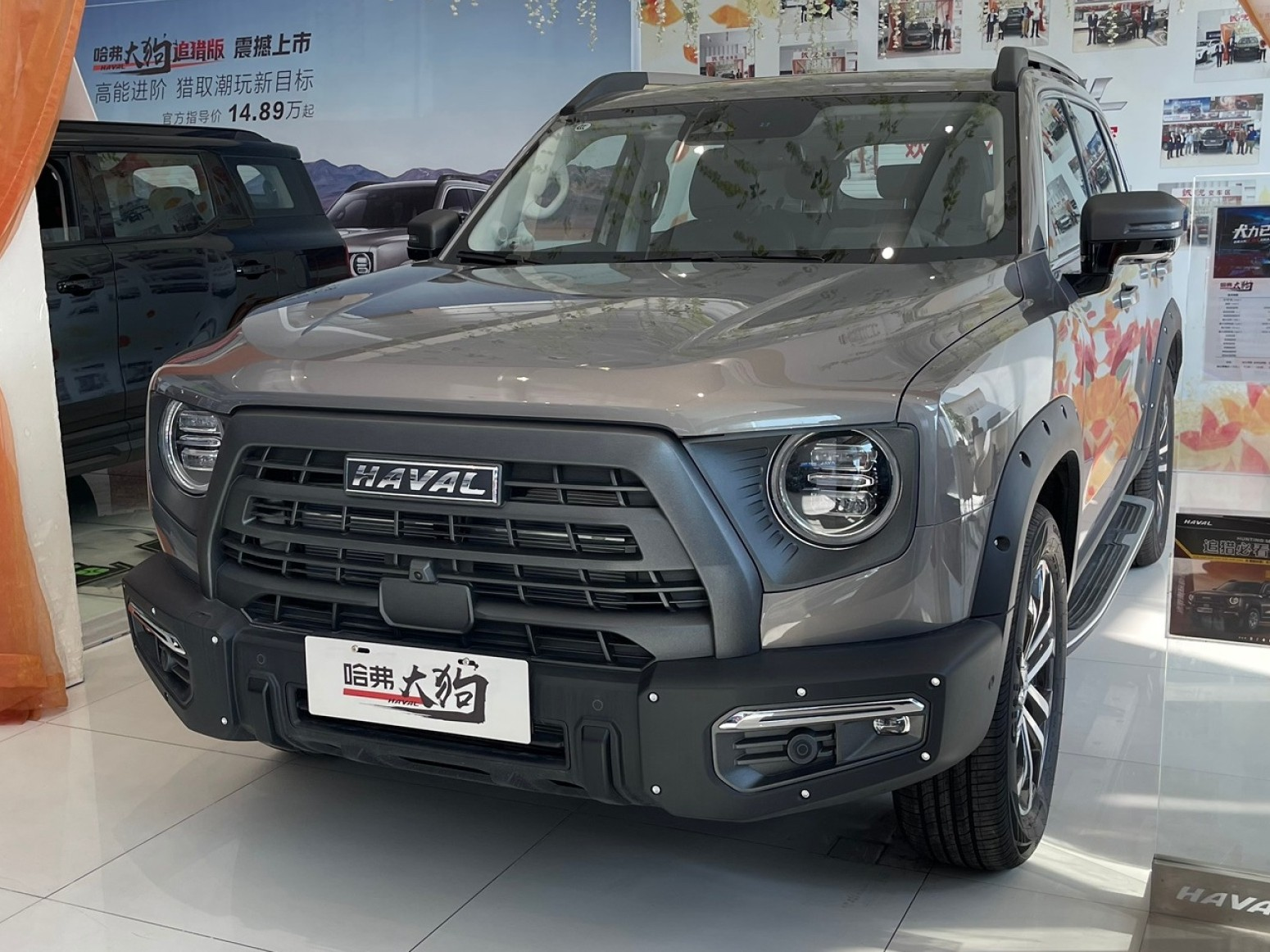
Haval Dagou Hunting Edition (2022–2023)
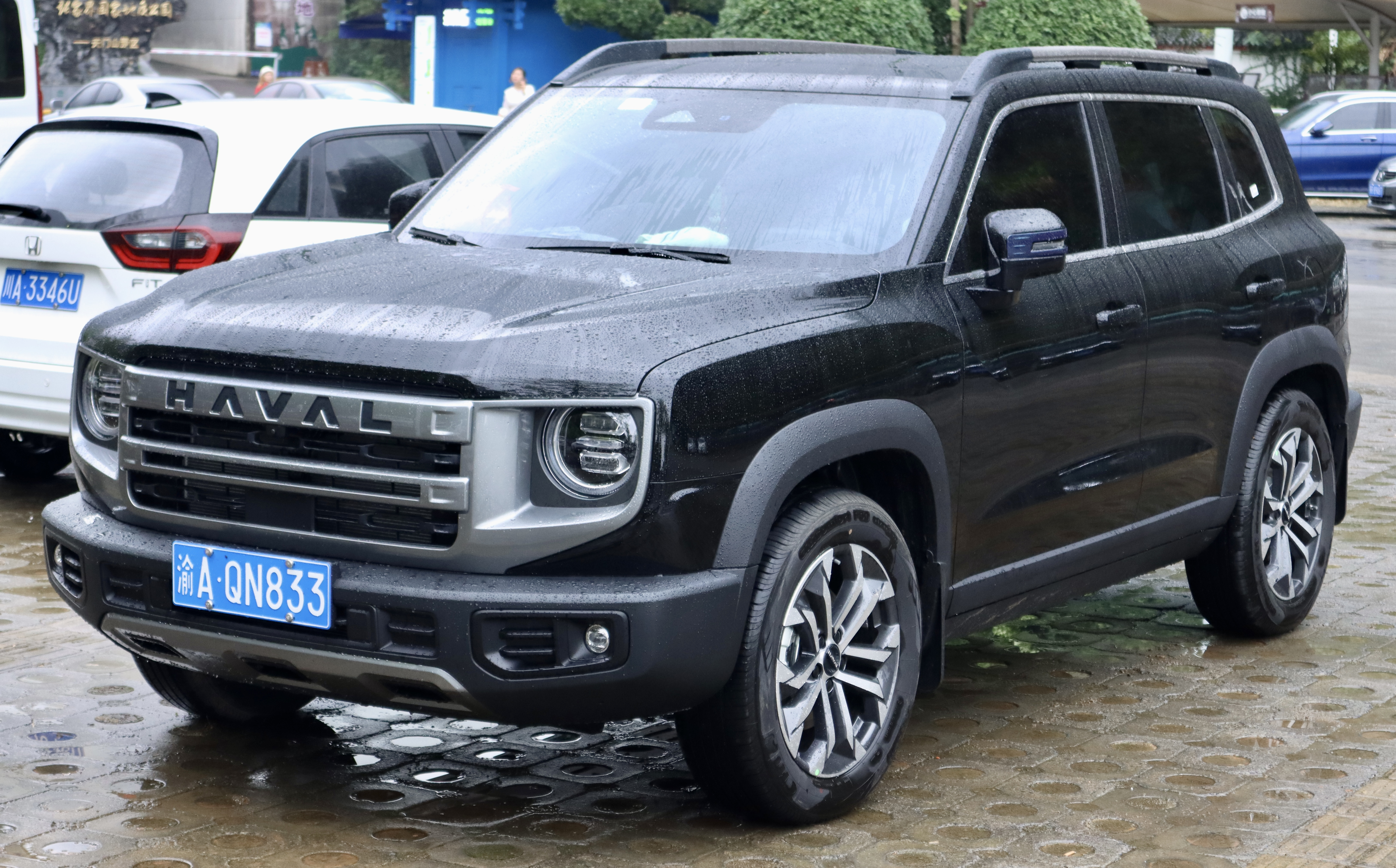
Haval Dagou (2023–2025)
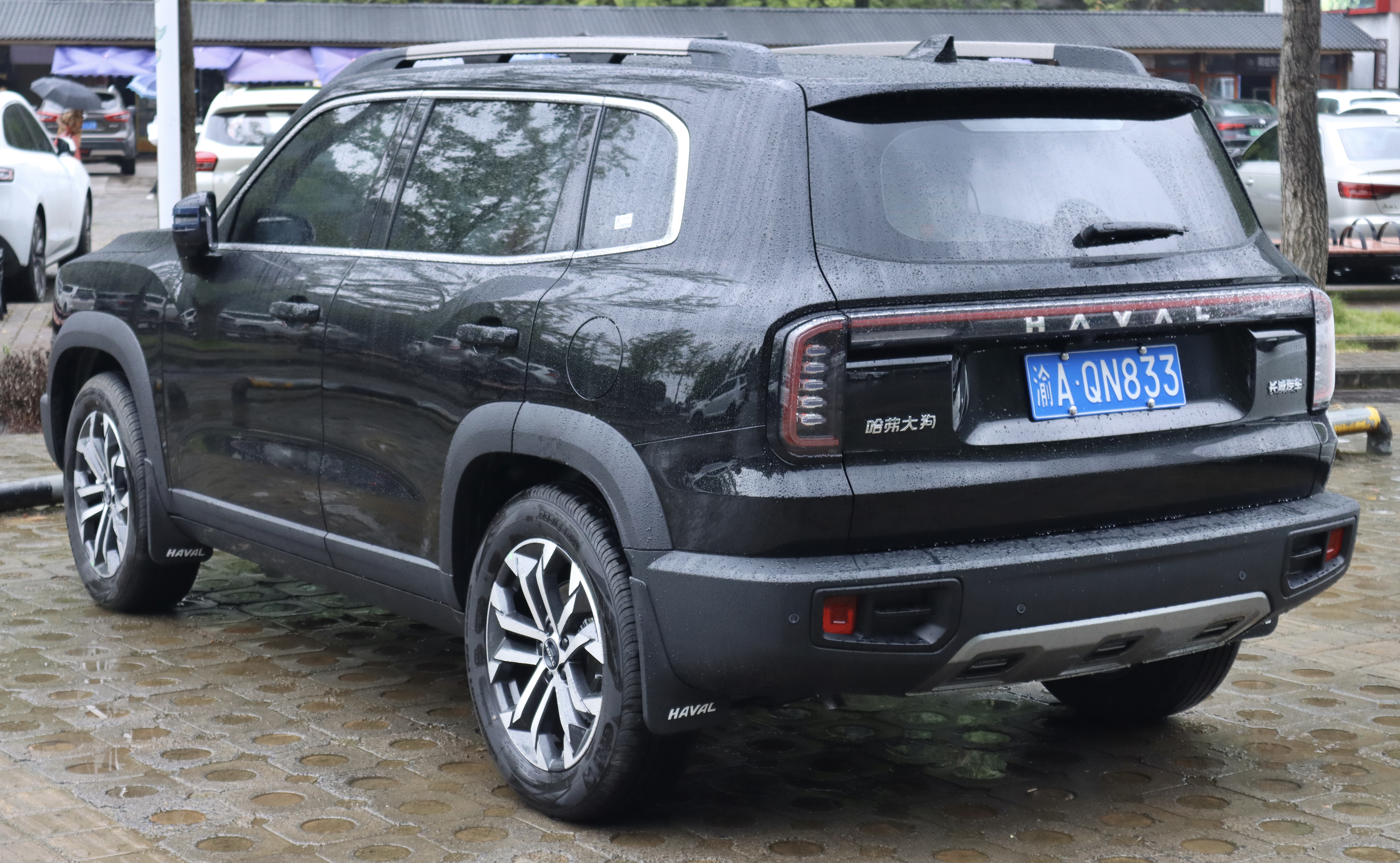
Heckansicht

## Namensgebung
Der Name des Fünfsitzers ist chinesisch und bedeutet ins Deutsche übersetzt „großer Hund“. Auch die Ausstattungsvarianten sind nach Hunderassen benannt („Husky Edition“, „Labrador Edition“). Die auch zu Great Wall gehörende Marke Ora bietet mit dem Ora Haomao auch ein Modell an, das nach einem Tier benannt ist.

## Technische Daten
Den Antrieb im Dagou übernahm zum Marktstart ein 124 kW (169 PS) starker 1,5-Liter-Ottomotor, der unter anderem auch im Haval H6 zum Einsatz kommt. Die Höchstgeschwindigkeit des Dagou wird mit 175 km/h angegeben. Später folgte ein Zweiliter-Ottomotor mit 155 kW (211 PS). Im Juni 2022 wurde das Basis-Modell mit 135 kW (184 PS) etwas stärker. Die „Hunting Edition“ wurde mit beiden Motorisierungen angeboten. Mit der Modellpflege stieg die Leistung des Zweiliter-Benziners auf 175 kW (238 PS).
|                                             | 1.5 GDIT                         | 1.5 GDIT                         | 2.0T                             | 2.0T                             | 2.0T                             |
| Markt                                       | China                            | China                            | China                            | China                            | Russland                         |
| Bauzeitraum                                 | 09/2020–06/2022                  | seit 06/2022                     | 01/2021–07/2023                  | seit 07/2023                     | seit 06/2022                     |
| Motorkenndaten                              |                                  |                                  |                                  |                                  |                                  |
| Motortyp                                    | R4-Ottomotor                     | R4-Ottomotor                     | R4-Ottomotor                     | R4-Ottomotor                     | R4-Ottomotor                     |
| Hubraum                                     | 1499 cm³                         | 1499 cm³                         | 1998 cm³                         | 1998 cm³                         | 1998 cm³                         |
| max. Leistung bei min−1                     | 124 kW (169 PS) / 5000–5600      | 135 kW (184 PS) / 5500–6000      | 155 kW (211 PS) / 6000–6300      | 175 kW (238 PS) / 6000           | 141 kW (192 PS) / 5600–6300      |
| max. Drehmoment bei min−1                   | 285 Nm / 1400–3600               | 275 Nm / 1500–4000               | 325 Nm / 1500–4000               | 325 Nm / 1700–4000               | 320 Nm / 1500–4000               |
| Kraftübertragung                            |                                  |                                  |                                  |                                  |                                  |
| Antrieb, serienmäßig                        | Vorderradantrieb                 | Vorderradantrieb                 | Allradantrieb                    | Allradantrieb                    | Vorderradantrieb                 |
| Antrieb, optional                           | —                                | —                                | —                                | —                                | (Allradantrieb)                  |
| Getriebe                                    | 7-Stufen-Doppelkupplungsgetriebe | 7-Stufen-Doppelkupplungsgetriebe | 7-Stufen-Doppelkupplungsgetriebe | 9-Stufen-Doppelkupplungsgetriebe | 7-Stufen-Doppelkupplungsgetriebe |
| Messwerte                                   |                                  |                                  |                                  |                                  |                                  |
| Höchstgeschwindigkeit                       | 175 km/h                         | 185 km/h                         | 195 km/h                         | 200 km/h                         | 180 km/h (180 km/h)              |
| Beschleunigung, 0–100 km/h                  | 9,7 s                            | k. A.                            | k. A.                            | k. A.                            | 9,0 s (10,0 s)                   |
| Kraftstoffverbrauch auf 100 km (kombiniert) | 6,9 l Super                      | 7,5 l Super                      | 8,0 l Super                      | 8,4 l Super                      | 8,3 l Super (9,2 l Super)        |
| Tankinhalt                                  | 61 l                             | 61 l                             | 60 l                             | 60 l                             | 60 l                             |
| Abgasnorm                                   | China VI                         | China VI                         | China VI                         | China VI                         | k. A.                            |